# Comarca d'Almazán
La comarca d'Almazán és una comarca de la província de Sòria (Castella i Lleó). Està formada per 26 municipis i es troba al centre-sud de la província. El cap comarcal és Almazán. Les seves pinedes van ser, fins dates no gaire llunyanes, productores de resina.

## Municipis
- Adradas
- Alentisque
- Almazán
- Arenillas
- Barca
- Barcones
- Berlanga de Duero
- Borjabad
- Caltojar
- Centenera de Andaluz
- Coscurita
- Escobosa de Almazán
- Frechilla de Almazán
- La Riba de Escalote
- Maján
- Matamala de Almazán
- Momblona
- Morón de Almazán
- Nepas
- Nolay
- Rello
- Soliedra
- Taroda
- Velamazán
- Velilla de los Ajos
- Viana de Duero